# René Suttel
René Suttel (né le 1er septembre 1912 au Puy, Haute-Loire - mort le 20 novembre 1981 à Murviel-lès-Béziers, Hérault) est un médecin et un résistant français.
Explorateur des carrières souterraines de Paris pendant l'Occupation, il les a notamment fait connaître au colonel Henri Rol-Tanguy, qui participa activement à la libération de la capitale.
À sa mort, en 1981, Suttel est médecin-chef du service de psychiatrie du centre hospitalier de Montfavet.

## L'exploration des carrières de Paris sous l'Occupation
Au début des années 1940, Suttel est étudiant en médecine à Paris. Passionné par les souterrains, il a découvert qu'on pouvait entrer dans les « catacombes » (en réalité le Grand Réseau Sud) par des escaliers en colimaçon situés sous l'asile de Sainte-Anne ainsi qu'à l'hôpital Cochin. Accompagné par son ami Jean Talairach, qui fut à ses côtés pendant une bonne partie de ses explorations, Suttel descend pour la première fois en 1943 par l'escalier de Saint-Anne. Il y découvre un abri de défense passive, séparé des carrières par une grille. La grille est rapidement crochetée, une première galerie franchie, et l'exploration commence.
De 1943 à 1945, Suttel et Talairach s'employèrent à dessiner une carte du gigantesque réseau qu'ils ont découvert. En l'absence de planches IGC, représentant des morceaux des carrières parisiennes avec des indications géologiques, ou de plan de circulation déjà existant, les futurs médecins sont forcés de s'orienter par leurs propres moyens. Ils laissèrent quelques fléchages à certains endroits, mais leur principal moyen d'orientation sera le plan qu'ils dessinèrent, en l'améliorant, peu à peu, au fil des descentes.
Le plan de Suttel ne respecte pas tout à fait l'échelle, pas plus que les tracés visibles ne correspondent avec exactitude à la véritable physionomie des galeries souterraines. Cependant, les carrefours, embranchements, plaques indicatives et autres repères topographiques sont fidèlement reportés et permettent aux utilisateurs du plan de s'orienter avec facilité. Suttel a également signalé plusieurs traces disparues de nos jours : par exemple, plusieurs cagoules dessinées sur des murs de galeries. Ces cagoules avaient probablement été laissées par des membres de la Cagoule, organisation clandestine d'extrême droite, qui fréquentaient le grand réseau sud dans les années 1930 et comptaient l'utiliser afin de mener un coup d'État.
Lorsque Suttel se promène dans les carrières, aucune loi officielle ne lui en interdit l'accès. L'arrêté interdisant la circulation et l'accès aux anciennes carrières sans autorisation de l'IGC ne fut pris qu'en 1955. Le jeune interne, s'il est surpris, sait néanmoins qu'il risque sa vie. L'Inspection elle-même est interdite d'accès à ses propres carrières par la Kommandantur, et l'armée d'occupation contrôle un bunker qu'elle a aménagé dans les carrières sous le lycée Montaigne. Suttel parvint néanmoins à cartographier les alentours du bunker, et même à reporter sur son plan les sorties utilisées par les Allemands, en dépit des mouchards électriques placés dans les galeries adjacentes. Il semble qu'hormis dans les espaces aménagés par l'occupant, il ne se déplaçait guère dans les carrières.
Au début de l'année 1944, Suttel est contacté par un groupe de résistants désireux d'en savoir plus sur les carrières. Parmi eux, un certain docteur Morel, qui demande à Suttel de lui faire visiter les carrières. Ce docteur Morel, comme l'interne l'apprit par la suite, est en réalité le colonel Henri Rol-Tanguy. Suttel lui fait donc visiter le GRS, mais en dessous, les résistants font une curieuse rencontre :

« Cette exploration des carrières fut marquée par un incident, le seul de ce genre que nous ayons eu au cours de toutes nos promenades souterraines sous l'Occupation : à un carrefour, sous la rue Humboldt, une lampe lointaine brillait dans les ténèbres. Après un instant d'immobilisation, notre fanal et celui de l'inconnu s'éloignèrent d'un commun accord tacite, chacun ignorant qui pouvait être l'autre. Morel, malgré tout satisfait, nous demanda de lui confier notre plan. »

## Décorations
- Chevalier de l'ordre de la Santé publique
- Médaillé de la Résistance